# Kikarsikte

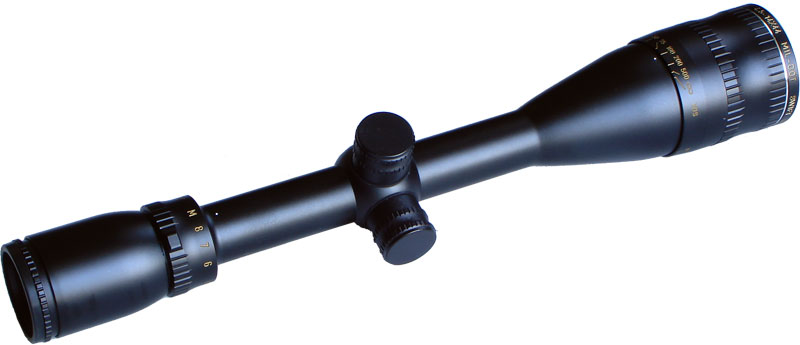
Exempel på kikarsikte

Kikarsikte, riktmedel på jaktgevär och artilleripjäser. Till skillnad från öppna riktmedel (sikte och korn), består kikarsiktet istället av en kikare med ett hårkors. 
Jämfört med sikte och korn har kikarsiktet flera fördelar.
Förstoringen gör att skytten får lättare att upptäcka mål och att rikta inom målet. 
Kikarsikten förstärker ljuskoncentrationen hos målbilden vilket underlättar skytte vid gryning och skymning.
Vissa kikarsikten, särskilt på artilleripjäser, kan ställas in så att de kompenserar för ögats brytning, eller vara helt parallaxfria.
Nackdelarna med kikarsikten är att kikarsikten är känsligare för stötar och att imma, smuts, regn och snö kan sätta ner sikten. 
Kikarsikten blev vanliga bland jägare i Sverige på 60-talet.
När kikarsikten blev varje jägares egendom, borrades många äldre jaktvapen för att montera kikarfästen, i stort sett alla jaktvapen tillverkade på 60-talet och framåt är borrade från fabriken för kikarfästen.

## Fästen för kikarsikten m.m.
En del finkalibriga vapen och speciellt luftgevär har en fast skena för att montera kikarfästen, så kallad dove-tail. 
Dessa skenor kan ha olika storlek / bredd. Vanliga storlekar är 3/8" ( " = tum), 11 mm och 20 mm. Måttet mätt på skenans bredaste del.
På skenan monteras passande ringar som håller kikaren. Ringarna väljs även efter kikarens tub, normalt 1" ( 25,4 mm) eller 30 mm diameter. 
Ibland sätts likhets tecken mellan 11 mm och 3/8" fästen, detta är tveksamt. Många Amerikanska cal. .22 gevär och luftgevär har äkta 3/8" skena, (ca 9,5 mm) som många gånger är för smala för att ett 11 mm fäste ska fungera. 
Har man 11 mm skena men vill använda ringar för 20 mm skena finns adaptrar, enligt bild.

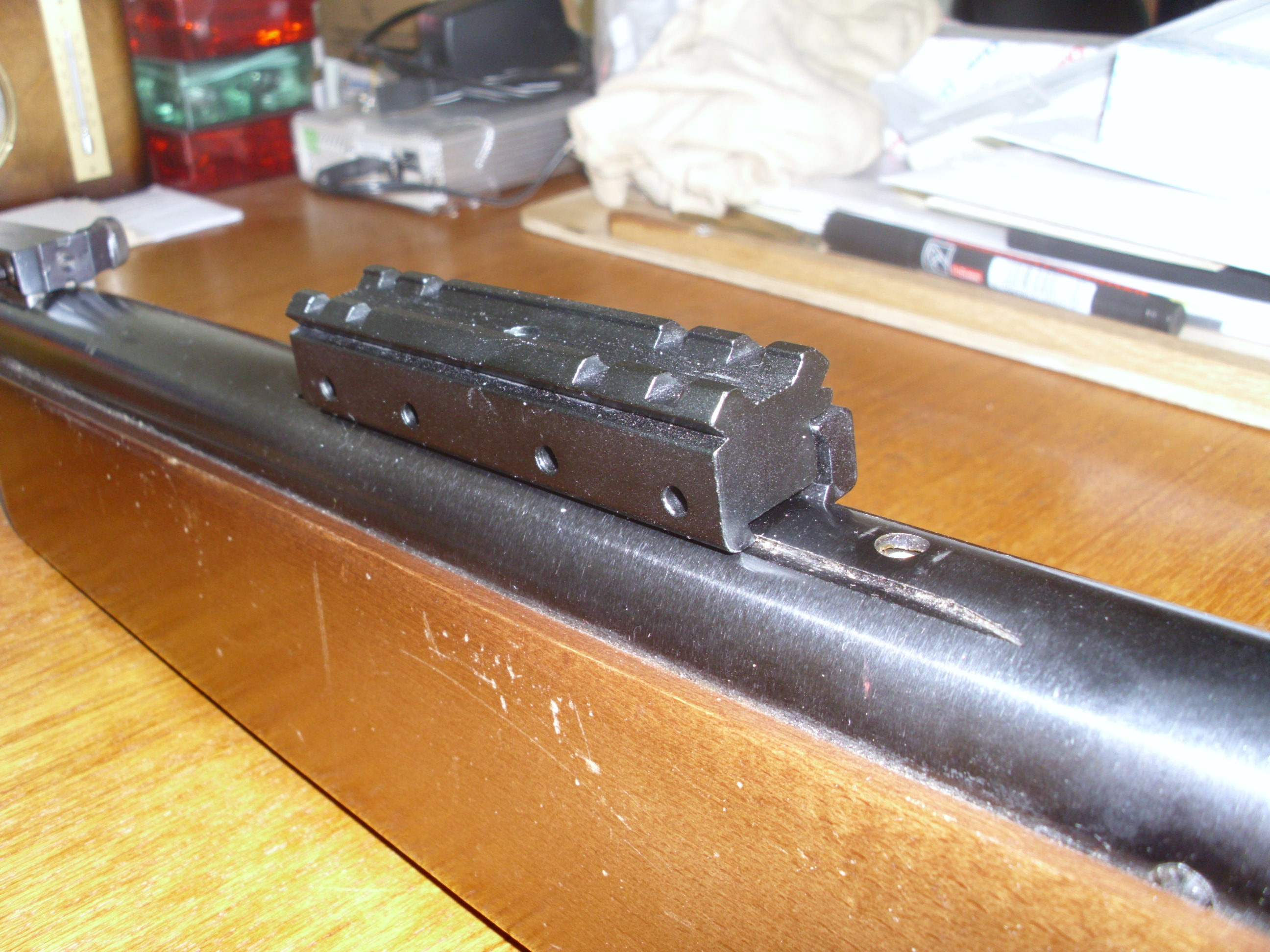
20 mm fäste monterat på 11 mm skena på Gamo luftgevär

På grövre kalibrar av jaktgevär finns normalt gängade hål där fästen / korta skenor monteras, också kallade klackar, här används kraftigare fästen, till exempel 20 mm Weaver-skenor, och Picatinny skenor (båda typerna skenor kan användas omväxlande för kikarsikten, lampor, laser riktare, kamera-moduler m.m.)

## Prestanda och beteckningar
Ett kikarsikte ges en beteckning för sin förstoring gånger objektivdiametern i mm. Till exempel anger svenska försvarets kikarsikte för prickskyttes beteckning, 10x40 att siktet förstorar objektet 10 gånger och att objektivdiametern är 40 mm. En del sikten har variabel förstoring som då anges till exempel som 3-9x40 (variabel från 3 gånger till 9 gånger). De vanligaste fasta förstoringarna är 2, 4, 6, 8 och 10 och de vanligaste variabla förstoringarna är 3-9 och 4-12. De vanligaste objektivdiameterna är 20, 32, 40, 44, 50 och 56 mm.
En större förstoring är inte alltid att föredra framför en mindre, principen är att ju längre skjutavstånd desto större förstoringsgrad är lämplig. Ett större objektiv ger bredare synfält och större ljusinsläpp. Objektivets diameter i mm delat på förstoringsgraden ger utgångspupillen. Utgångspupillen är diametern på siktesbilden, om siktesbilden är mindre än ögats pupill så försämrar det sikten. Bästa behållningen av ljusinsläppet från objektivet får man om utgångspupillen är lika stor som ögats pupill. Räknat på att ögats pupill är 7 mm i diameter ger detta att med 56 mm objektiv (56/7=8) så ger förstoringsgrad 8 det bästa ljusförhållandet och med ett 20 mm objektiv (20/7=2,8) ger förstoringsgrad strax under 3 bästa ljusförhållandet. Detta är viktigt vid skott i gryning och skymning.